# Jorge Guilherme de Brunsvique-Luneburgo
Jorge Guilherme de Brunsvique-Luneburgo (26 de Janeiro de 1624 - 28 de Agosto de 1705) foi um governante do Principado de Calenberga, uma subdivisão do Ducado de Brunsvique-Luneburgo, que, na altura, ficava na região de Luneburgo. Em 1689, Jorge ocupou o Ducado de Saxe-Lauemburgo.

## Biografia
Jorge Guilherme era o segundo filho do duque Jorge de Brunsvique-Luneburgo. Em 1648, recebeu o Principado de Calenberga do seu irmão mais velho, o duque Cristiano Luís, quando este herdou Luneburgo. Quando Cristiano Luís morreu sem deixar descentes em 1665, Jorge Guilherme herdou o ducado, entregando Calenberga ao seu irmão mais novo, o duque João Frederico.
Jorge Guilherme tinha permanecido solteiro, mas o seu desejo de melhorar o estatuto da sua amante, Eleonor, condessa de Wilhelmsburg com quem, apesar da sua promessa se tinha casado em 1676, e da sua filha Sofia Doroteia, preocupou os seus parentes, uma vez que esta acção ameaçava uma possível união dos territórios de Luneburgo. Contudo, em 1682, as dificuldades causadas pelo facto de Jorge Guilherme ter uma família e herdeiros seus foram diminuídas quando a sua filha se casou com o seu sobrinho Jorge Luís, filho do seu irmão mais novo, o duque Ernesto Augusto, que se tornou príncipe-eleitor em 1692 e, mais tarde, se tornaria rei da Grã-Bretanha.
Quando, em 1689, o duque Júlio Francisco de Saxe-Lauemburgo morreu, deixando apenas duas filhas, Ana Maria Francisca e Sibila Augusta, Jorge Guilherme decidiu reclamar para si a sucessão do ducado. O pai das princesas tinha providenciado as bases legais para a sucessão feminina em Saxe-Lauemburgo, mas Jorge Guilherme acabou por simplesmente invadir o ducado com as suas tropas, impedindo assim a sucessão da herdeira legal, a princesa Ana Maria Francisca.
Outros monarcas também reclamavam a sucessão do ducado, o que acabou num conflito que envolveu os ducados vizinhos de Mecklenburg-Schwerin e Holstein, bem como os cinco principados de Anhalt, o eleitorado da Saxónia, que tinha sucedido aos Saxe-Wittenbergian em 1422, a Suécia e Brandemburgo.
Contudo, apenas Jorge Guilherme e o duque Cristiano V de Holstein (também rei dinamarquês), se confrontaram militarmente. A 9 de Outubro de 1692, ambos concordaram (pelo denominado Hamburger Vergleich) que Jorge Guilherme, que, de qualquer forma, já era governante de facto de Saxe-Lauemburgo, deveria ficar com o ducado em união pessoal. Contudo, o sacro-imperador Leopoldo I não aceitou este acto de violência, tendo ficado com o enclave de Hadeln, que pertencia a Saxe-Lauemburgo mas que Jorge ainda não tinha ocupado, mantendo-o em custódia imperial, mas decidiu não conquistar o resto do ducado para coroar a sua herdeira legítima. Só o seu sucessor, o sacro-imperador Carlos VI, reconheceu a legitimidade da conquista do ducado e concedeu a sua governação ao segundo sucessor de Jorge Guilherme, o príncipe-eleitor Jorge II Augusto de Hanôver (também rei britânico). A cidade de Hadeln, em Saxe-Lauenburgian, permaneceu sob custódia imperial até 1731, quando foi entregue a Jorge Augusto.

## Casamento e descendência
Em troca de ficar livre da obrigação de casar com Sofia de Hanôver, Jorge Guilherme cedeu o Luneburgo ao seu irmão mais novo Ernesto Augusto, ficando com o pequeno ducado de Celle e prometendo manter-se solteiro para que não viesse a ter descendência legitima que viesse a desafiar as pretensões do seu irmão. Ernesto Augusto casou então com Sofia e tornou-se duque de Hanover.
Esta renúncia deixou Jorge Guilherme livre para casar quem ele quisesse, permitindo que satisfizesse-os seus desejos de viajar e socializar, sem se sentir sobrecarregado por questões de Estado. Em 1665, quando Jorge Guilherme realizou um casamento morganático com a sua amante de longa data, Leonor Desmier d'Olbreuse, Condessa de Wilhelmsburg. Em 1666, nasceu a sua única filha, Sofia Doroteia. 
Por volta de 1676, já era claro que entre os quatro irmãos (Jorge Guilherme e três outros), apenas o mais novo (Ernesto Augusto) tinha descendência masculina, e que a totalidade do ducado de Luneburgo e provavelmente ficaria unido sob o controlo do filho mais velho de Ernesto Augusto, o príncipe Jorge Luís. Assim, Jorge Guilherme pretendeu que Jorge Luís casasse com a sua filhe Sofia, cujas perspectivas matrimoniais não seriam promissoras, dado ser filha dum casamento morganático. Para desagrado de Jorge Guilherme, Jorge Luís and his parents recusaram a proposta baseados no estatuto da noiva. Nesta altura (em 1676), desejoso de melhorar o estatuto da mulher (e antiga amante) e da filha, e em aberta violação com o seu compromisso anterior, Jorge Guilherme legitimou a filha e declarou o seu casamento com Leonor não deveria ser considerado morganático mas válido perante a Igreja e o Estado, factos que alarmaram fortemente os seus familiares, uma vez que ameaçavam comprometer a reunificação da herança dos Luneburgo. De facto, se Jorge Guilherme tivesse tido um filho, uma séria crise sucessória teria tido lugar. Como não nascera nenhum filho, e em 1682, os pais de Jorge Luís concordaram, finalmente, com a proposta de casamento, como forma de evitar a incerteza e futuras disputas. Sofia foi dada em casamento a Jorge Luís em 1682 e, no ano seguinte, deu à luz um filho e herdeiro, chamado Jorge em homenagem ao pai e ao avô materno, que viria a ser o futuro rei Jorge II da Grã-Bretanha.

## Genealogia
| Jorge Guilherme de Brunsvique-Luneburgo | Pai: Jorge de Brunsvique-Luneburgo | Avô paterno: Guilherme de Brunsvique-Luneburgo | Bisavô paterno: Ernesto I de Brunsvique-Luneburgo |
| Jorge Guilherme de Brunsvique-Luneburgo | Pai: Jorge de Brunsvique-Luneburgo | Avô paterno: Guilherme de Brunsvique-Luneburgo | Bisavó paterna: Sofia de Mecklemburgo             |
| Jorge Guilherme de Brunsvique-Luneburgo | Pai: Jorge de Brunsvique-Luneburgo | Avó paterna: Doroteia da Dinamarca             | Bisavô paterno: Cristiano III da Dinamarca        |
| Jorge Guilherme de Brunsvique-Luneburgo | Pai: Jorge de Brunsvique-Luneburgo | Avó paterna: Doroteia da Dinamarca             | Bisavó paterna: Doroteia de Saxe-Lauemburgo       |
| Jorge Guilherme de Brunsvique-Luneburgo | Mãe: Ana Leonor de Hesse-Darmstadt | Avô materno: Luís V de Hesse-Darmstadt         | Bisavô materno: Jorge I de Hesse-Darmstadt        |
| Jorge Guilherme de Brunsvique-Luneburgo | Mãe: Ana Leonor de Hesse-Darmstadt | Avô materno: Luís V de Hesse-Darmstadt         | Bisavó materna: Madalena de Lippe                 |
| Jorge Guilherme de Brunsvique-Luneburgo | Mãe: Ana Leonor de Hesse-Darmstadt | Avó materna: Madalena de Brandemburgo          | Bisavô materno: João Jorge de Brandemburgo        |
| Jorge Guilherme de Brunsvique-Luneburgo | Mãe: Ana Leonor de Hesse-Darmstadt | Avó materna: Madalena de Brandemburgo          | Bisavó materna: Isabel de Anhalt-Zerbst           |